# Temporada 1992-93 de la NBA
La temporada 1992-93 de la NBA fue la cuadragésimo séptima en la historia de la liga. La temporada finalizó con Chicago Bulls como campeones (tercero de sus seis anillos) tras ganar a Phoenix Suns  por 4-2.

## Aspectos destacados
- El All-Star Game de la NBA de 1993 se disputó en el Delta Center de Salt Lake City, Utah, con victoria del Oeste sobre el Este por 135-132 en la prórroga. Karl Malone y John Stockton, de los locales Utah Jazz, fueron nombrados MVP del partido.
- Phoenix Suns jugó su primera temporada en el America West Arena.
- San Antonio Spurs disputó su último partido en el HemisFair Arena.
- Charlotte Hornets se convirtió en el primero de los cuatro equipos en expansión en ganar una serie de playoffs, gracias a la canasta de Alonzo Mourning en la bocina en el cuarto partido de la primera ronda de playoffs ante Boston Celtics.
- Michael Jordan anotó el punto 20.000 en su carrera e igualó a Wilt Chamberlain con siete títulos de máximo anotador.
- En el tercer partido de las Finales de la NBA, los Suns ganaron a los Bulls en tres prórrogas por 129-121. Supuso el segundo partido en unas Finales con triple prórroga, junto con el quinto encuentro de las Finales de 1976 entre los Celtics y los Suns. Curiosamente, en el partido de 1976, Paul Westphal jugaba en los Suns, y en el duelo de 1993 entrenaba a los Suns.
- Michael Jordan anotó 40 o más puntos en 4 partidos consecutivos de las Finales, algo sin precedentes, y promedió 41 puntos por partido en las series, estableciendo otro récord de anotación.
- Chicago Bulls batió a Phoenix Suns en las Finales y se convirtió en el primer equipo en casi 30 años en ganar tres campeonatos consecutivos.

## Clasificaciones

### Conferencia Este
| Equipo             | V  | D  | %V   | P  |
| ------------------ | -- | -- | ---- | -- |
| New York Knicks    | 60 | 22 | .732 | -  |
| Boston Celtics     | 48 | 34 | .585 | 12 |
| New Jersey Nets    | 43 | 39 | .524 | 17 |
| Orlando Magic      | 41 | 41 | .500 | 19 |
| Miami Heat         | 36 | 46 | .439 | 24 |
| Philadelphia 76ers | 26 | 56 | .317 | 34 |
| Washington Bullets | 22 | 60 | .268 | 38 |

| Equipo              | V  | D  | %V   | P  |
| ------------------- | -- | -- | ---- | -- |
| Chicago Bulls C     | 57 | 25 | .695 | -  |
| Cleveland Cavaliers | 54 | 28 | .659 | 3  |
| Charlotte Hornets   | 44 | 38 | .537 | 13 |
| Atlanta Hawks       | 43 | 39 | .524 | 14 |
| Indiana Pacers      | 41 | 41 | .500 | 16 |
| Detroit Pistons     | 40 | 42 | .488 | 17 |
| Milwaukee Bucks     | 28 | 54 | .341 | 29 |

### Conferencia Oeste
| Equipo                 | V  | D  | %V   | P  |
| ---------------------- | -- | -- | ---- | -- |
| Houston Rockets        | 55 | 27 | .671 | -  |
| San Antonio Spurs      | 49 | 33 | .598 | 6  |
| Utah Jazz              | 47 | 35 | .573 | 8  |
| Denver Nuggets         | 36 | 46 | .439 | 19 |
| Minnesota Timberwolves | 19 | 63 | .232 | 36 |
| Dallas Mavericks       | 11 | 71 | .134 | 44 |

| Equipo                 | V  | D  | %V   | P  |
| ---------------------- | -- | -- | ---- | -- |
| Phoenix Suns           | 62 | 20 | .756 | -  |
| Seattle SuperSonics    | 55 | 27 | .671 | 7  |
| Portland Trail Blazers | 51 | 31 | .622 | 11 |
| Los Angeles Clippers   | 41 | 41 | .500 | 21 |
| Los Angeles Lakers     | 39 | 43 | .476 | 23 |
| Golden State Warriors  | 34 | 48 | .415 | 28 |
| Sacramento Kings       | 25 | 57 | .305 | 37 |

* V: Victorias
* D: Derrotas
* %V: Porcentaje de victorias
* P: Partidos de diferencia respecto a la primera posición
* C: Campeón

## Playoffs
|  | Primera Ronda     | Primera Ronda | Primera Ronda |   |           | Semifinales de Conferencia | Semifinales de Conferencia | Semifinales de Conferencia |  |   | Finales de Conferencia | Finales de Conferencia | Finales de Conferencia |  |    | Finales NBA | Finales NBA | Finales NBA |
|  |                   |               |               |   |           |                            |                            |                            |  |   |                        |                        |                        |  |    |             |             |             |
|  | 1                 | Phoenix       | 3             |   |           |                            |                            |                            |  |   |                        |                        |                        |  |    |             |             |             |
|  | 8                 | L.A. Lakers   | 2             |   |           |                            |                            |                            |  |   |                        |                        |                        |  |    |             |             |             |
|  | 8                 | L.A. Lakers   | 2             |   | 1         | Phoenix                    | 4                          |                            |  |   |                        |                        |                        |  |    |             |             |             |
|  |                   |               |               |   | 1         | Phoenix                    | 4                          |                            |  |   |                        |                        |                        |  |    |             |             |             |
|  |                   | 5             | San Antonio   | 2 |           |                            |                            |                            |  |   |                        |                        |                        |  |    |             |             |             |
|  | 4                 | 5             | San Antonio   | 2 | Portland  | 1                          |                            |                            |  |   |                        |                        |                        |  |    |             |             |             |
|  | 4                 |               |               |   | Portland  | 1                          |                            |                            |  |   |                        |                        |                        |  |    |             |             |             |
|  | 5                 | San Antonio   | 3             |   |           |                            |                            |                            |  |   |                        |                        |                        |  |    |             |             |             |
|  | 5                 | San Antonio   | 3             |   |           |                            |                            |                            |  | 1 | Phoenix                | 4                      |                        |  |    |             |             |             |
|  | Conferencia Oeste |               |               |   |           |                            |                            |                            |  | 1 | Phoenix                | 4                      |                        |  |    |             |             |             |
|  |                   | 3             | Seattle       | 3 |           |                            |                            |                            |  |   |                        |                        |                        |  |    |             |             |             |
|  | 3                 | 3             | Seattle       | 3 | Seattle   | 3                          |                            |                            |  |   |                        |                        |                        |  |    |             |             |             |
|  | 3                 |               |               |   | Seattle   | 3                          |                            |                            |  |   |                        |                        |                        |  |    |             |             |             |
|  | 6                 | Utah          | 2             |   |           |                            |                            |                            |  |   |                        |                        |                        |  |    |             |             |             |
|  | 6                 | Utah          | 2             |   | 3         | Seattle                    | 4                          |                            |  |   |                        |                        |                        |  |    |             |             |             |
|  |                   |               |               |   | 3         | Seattle                    | 4                          |                            |  |   |                        |                        |                        |  |    |             |             |             |
|  |                   | 2             | Houston       | 3 |           |                            |                            |                            |  |   |                        |                        |                        |  |    |             |             |             |
|  | 2                 | 2             | Houston       | 3 | Houston   | 3                          |                            |                            |  |   |                        |                        |                        |  |    |             |             |             |
|  | 2                 |               |               |   | Houston   | 3                          |                            |                            |  |   |                        |                        |                        |  |    |             |             |             |
|  | 7                 | L.A. Clippers | 2             |   |           |                            |                            |                            |  |   |                        |                        |                        |  |    |             |             |             |
|  | 7                 | L.A. Clippers | 2             |   |           |                            |                            |                            |  |   |                        |                        |                        |  | O1 | Phoenix     | 2           |             |
|  |                   |               |               |   |           |                            |                            |                            |  |   |                        |                        |                        |  | O1 | Phoenix     | 2           |             |
|  |                   | E2            | Chicago       | 4 |           |                            |                            |                            |  |   |                        |                        |                        |  |    |             |             |             |
|  | 1                 | E2            | Chicago       | 4 | New York  | 3                          |                            |                            |  |   |                        |                        |                        |  |    |             |             |             |
|  | 1                 |               |               |   | New York  | 3                          |                            |                            |  |   |                        |                        |                        |  |    |             |             |             |
|  | 8                 | Indiana       | 1             |   |           |                            |                            |                            |  |   |                        |                        |                        |  |    |             |             |             |
|  | 8                 | Indiana       | 1             |   | 1         | New York                   | 4                          |                            |  |   |                        |                        |                        |  |    |             |             |             |
|  |                   |               |               |   | 1         | New York                   | 4                          |                            |  |   |                        |                        |                        |  |    |             |             |             |
|  |                   | 5             | Charlotte     | 1 |           |                            |                            |                            |  |   |                        |                        |                        |  |    |             |             |             |
|  | 4                 | 5             | Charlotte     | 1 | Boston    | 1                          |                            |                            |  |   |                        |                        |                        |  |    |             |             |             |
|  | 4                 |               |               |   | Boston    | 1                          |                            |                            |  |   |                        |                        |                        |  |    |             |             |             |
|  | 5                 | Charlotte     | 3             |   |           |                            |                            |                            |  |   |                        |                        |                        |  |    |             |             |             |
|  | 5                 | Charlotte     | 3             |   |           |                            |                            |                            |  | 1 | New York               | 2                      |                        |  |    |             |             |             |
|  | Conferencia Este  |               |               |   |           |                            |                            |                            |  | 1 | New York               | 2                      |                        |  |    |             |             |             |
|  |                   | 2             | Chicago       | 4 |           |                            |                            |                            |  |   |                        |                        |                        |  |    |             |             |             |
|  | 3                 | 2             | Chicago       | 4 | Cleveland | 3                          |                            |                            |  |   |                        |                        |                        |  |    |             |             |             |
|  | 3                 |               |               |   | Cleveland | 3                          |                            |                            |  |   |                        |                        |                        |  |    |             |             |             |
|  | 6                 | New Jersey    | 2             |   |           |                            |                            |                            |  |   |                        |                        |                        |  |    |             |             |             |
|  | 6                 | New Jersey    | 2             |   | 3         | Cleveland                  | 0                          |                            |  |   |                        |                        |                        |  |    |             |             |             |
|  |                   |               |               |   | 3         | Cleveland                  | 0                          |                            |  |   |                        |                        |                        |  |    |             |             |             |
|  |                   | 2             | Chicago       | 4 |           |                            |                            |                            |  |   |                        |                        |                        |  |    |             |             |             |
|  | 2                 | 2             | Chicago       | 4 | Chicago   | 3                          |                            |                            |  |   |                        |                        |                        |  |    |             |             |             |
|  | 2                 |               |               |   | Chicago   | 3                          |                            |                            |  |   |                        |                        |                        |  |    |             |             |             |
|  | 7                 | Atlanta       | 0             |   |           |                            |                            |                            |  |   |                        |                        |                        |  |    |             |             |             |

## Estadísticas
| Categoría                    | Jugador         | Equipo              | Estadísticas |
| ---------------------------- | --------------- | ------------------- | ------------ |
| Puntos por partido           | Michael Jordan  | Chicago Bulls       | 32.6         |
| Rebotes por partido          | Dennis Rodman   | Detroit Pistons     | 18.3         |
| Asistencias por partido      | John Stockton   | Utah Jazz           | 12.0         |
| Robos por partido            | Michael Jordan  | Chicago Bulls       | 2.8          |
| Tapones por partido          | Hakeem Olajuwon | Houston Rockets     | 4.2          |
| Porcentaje de tiros de campo | Cedric Ceballos | Phoenix Suns        | 57.6         |
| Porcentaje de tiros libres   | Mark Price      | Cleveland Cavaliers | 94.8         |
| Porcentaje de tiros de tres  | B.J. Armstrong  | Chicago Bulls       | 45.3         |

## Premios
- MVP de la Temporada
  -  Charles Barkley (Phoenix Suns)
- Rookie del Año
  -  Shaquille O'Neal (Orlando Magic)
- Mejor Defensor
  -  Hakeem Olajuwon (Houston Rockets)
- Mejor Sexto Hombre
  -  Clifford Robinson (Portland Trail Blazers)
- Jugador Más Mejorado
  -  Mahmoud Abdul-Rauf (Denver Nuggets)
- Entrenador del Año
  -  Pat Riley (New York Knicks)

| - Primer Quinteto de la Temporada - A - Karl Malone, Utah Jazz - A - Charles Barkley, Phoenix Suns - P - Hakeem Olajuwon, Houston Rockets - B - Michael Jordan, Chicago Bulls - B - Mark Price, Cleveland Cavaliers | - Segundo Quinteto de la Temporada - Dominique Wilkins, Atlanta Hawks - Larry Johnson, Charlotte Hornets - Patrick Ewing, New York Knicks - Joe Dumars, Detroit Pistons - John Stockton, Utah Jazz | - Tercer Quinteto de la Temporada - Scottie Pippen, Chicago Bulls - Derrick Coleman, New Jersey Nets - David Robinson, San Antonio Spurs - Tim Hardaway, Golden State Warriors - Dražen Petrović, New Jersey Nets |

| - Primer Quinteto Defensivo - Dennis Rodman, Detroit Pistons - Scottie Pippen, Chicago Bulls - Hakeem Olajuwon, Houston Rockets - Joe Dumars, Detroit Pistons - Michael Jordan, Chicago Bulls | - 2.º Mejor Quinteto Defensivo - Larry Nance, Cleveland Cavaliers - Horace Grant, Chicago Bulls - David Robinson, San Antonio Spurs - Dan Majerle, Phoenix Suns - John Starks, New York Knicks |

| - Mejor Quinteto de Rookies - Shaquille O'Neal, Orlando Magic - Christian Laettner, Minnesota Timberwolves - LaPhonso Ellis, Denver Nuggets - Alonzo Mourning, Charlotte Hornets - Tom Gugliotta, Washington Bullets | - 2.º Mejor Quinteto de Rookies - Walt Williams, Sacramento Kings - Clarence Weatherspoon, Philadelphia 76ers - Latrell Sprewell, Golden State Warriors - Robert Horry, Houston Rockets - Richard Dumas, Phoenix Suns |